# Rapaniscus dewdneyi
Rapaniscus dewdneyi är en kräftdjursart som beskrevs av Joseph F. Siebenaller och Robert Raymond Hessler 1981. Rapaniscus dewdneyi ingår i släktet Rapaniscus och familjen Nannoniscidae.
Artens utbredningsområde är Mexikanska golfen. Inga underarter finns listade i Catalogue of Life.